# Zatrzymaj zegar o jedenastej
Zatrzymaj zegar o jedenastej – powieść milicyjna (kryminalna) autorstwa Barbary Nawrockiej, wydana w 1973.
Akcja powieści ma miejsce w 1971, a zaczyna się od morderstwa zegarmistrza zamieszkałego w drewnianej chałupie na warszawskim Bródnie (autorka z pietyzmem opisuje tę dzielnicę i szybkie zmiany urbanistyczne zachodzące wówczas na osiedlu). Śledztwo prowadzi kapitan Korda wspomagany przez zastępcę Zygmunta Gablera. Kapitan jest oficerem o dużej skłonności do refleksji – narrator zaznajamia czytelników z monologami wewnętrznymi milicjanta. Sprawa korzeniami sięga roku 1943, kiedy to w niewymienionym z nazwy miasteczku doszło do zagłady 17-osobowego oddziału partyzanckiego, który wpadł w niemiecką zasadzkę. Wpadka była prawdopodobnie efektem donosu nieznanej osoby.
Powieść została nagrodzona w konkursie zorganizowanym przez Komendę Główną Milicji Obywatelskiej i wydawnictwo Iskry.